# Physochlaina praealta
Physochlaina praealta là loài thực vật có hoa trong họ Cà. Loài này được (Decne.) Miers miêu tả khoa học đầu tiên năm 1850.